# جان تورنر
جان تورنر (بالإنجليزية: Jann Turner)‏ هي كاتبة سيناريو ومخرجة جنوب أفريقية، ولدت في 1964.

## وصلات خارجية
- الموقع الرسمي
- جان تورنر على موقع IMDb (الإنجليزية)
- جان تورنر على موقع ألو سيني (الفرنسية)
- جان تورنر على موقع أول موفي (الإنجليزية)
- جان تورنر على موقع قاعدة بيانات الفيلم (الإنجليزية)
- جان تورنر على موقع كينوبويسك (الروسية)